# Strage di Querceta
La Strage di Querceta fu un attentato avvenuto il 22 ottobre 1975 a Querceta, che si colloca nel contesto degli Anni di Piombo.

## Storia
Il latitante Massimo Battini, autore di furti e rapine, era ricercato dalle questure di La Spezia e di Lucca, e dalla Criminalpol di Firenze sui monti versiliesi. All'alba del 22 ottobre vennero riuniti presso il distaccamento della polizia stradale di Viareggio un centinaio di agenti, provenienti dalle questure liguri e toscane, per effettuare una serie di perquisizioni. Una squadra composta da una ventina di agenti avrebbe dovuto perquisire l’abitazione del pregiudicato Giuseppe Federigi, sua madre e suoi fratelli, in località Montiscendi a Querceta.
Gli agenti si appostarono tra la boscaglia intorno allo stabile, circondandolo, e comunicarono ai residenti l'ordine di perquisizione. Si affacciò Federigi, in mutande, chiedendo il permesso di vestirsi. Dopo qualche minuto, non essendo ancora ritornato, alcuni agenti (il brigadiere Gianni Mussi, gli appuntati Giuseppe Lombardi e Armando Femiano, il maresciallo Giovanbattista Crisci, gli agenti Domenico Guarini e Stefano Belmonte e il vice questore Venezia) entrarono in casa. Battini, che era presente nell'edificio, sparò con un mitra da dietro una porta a vetri, uccidendo sul colpo l'appuntato Femiano e ferendo Mussi e Lombardi mentre il vice questore riuscì a mettersi in salvo. Guarini si buttò da una finestra rompendosi un piede. Belmonte provò a rispondere al fuoco ma il suo mitra si inceppò. Riuscì comunque a precipitarsi fuori prima di essere raggiunto dal fuoco dei malviventi.
Battini e Federigi raggiunsero l'ingresso dell'edificio continuando a sparare e ferendo gravemente Crisci. Battini finì a colpi di mitra Mussi, mentre Federigi finì Lombardi, già agonizzante a terra. I criminali spararono anche a Crisci, che giaceva ferito, ma il proiettile non fu letale in quanto deviato dal suo distintivo. I malviventi seguitarono a far fuoco attraverso una finestra ferendo al braccio l'agente Vincenzo De Luca, dopo di ché scapparono in direzione del bosco ma finirono per essere catturati.
Battini e Federigi, nel corso del processo a loro carico si dichiararono appartenenti al gruppo Lotta armata per il comunismo, definendosi prigionieri politici. Vennero condannati in via definitiva all’ergastolo per omicidio volontario.
Battini si dissociò dalla lotta armata nel 1988.

## Vittime
- Gianni Mussi
- Giuseppe Lombardi
- Armando Femiano

## Commemorazione
- Nei pressi del luogo della strage è stato eretto un monumento alle vittime della strage dove ogni anno ha luogo una commemorazione[4].
- Inoltre un trofeo di nuoto[5] e un premio scolastico[6] sono stati intitolati alle vittime.

## Influenza culturale
La vicenda è stata raccontata in alcuni libri:
- Silvestro Picchi, Quasi per caso. La mia vita in polizia e gli anni di piombo, Ed. Sarnus, 2011, ISBN 9788856300635.
- Corrado Leoni, Andrea Vinchesi, Una storia di libertà, Ed. Memoranda, 2018, ISBN 9788877251312.
- Giovambattista Crisci, Un'alba vigliacca. La strage di Querceta: il sopravvissuto racconta, Ed. L'Ancora, 2019, ISBN 9788895407975.
- Angelo Michele Lombardi, Un uomo in divisa. Appuntato di P.S. Giuseppe Lombardi, Ed. Il Molo, 2019, ISBN 9788899738235.